# Vick Hope
Victoria Nwayawu Nwosu-Hope (Newcastle upon Tyne, 25 de septiembre de 1989), conocida como Vick Hope, es una presentadora de televisión y radio británica. Ella es más conocida por trabajar en la estación de radio Capital FM. También se convirtió en reportera digital para The Voice UK en 2018.

## Primeros años
Hope nació y creció en Newcastle upon Tyne. Estudió idiomas modernos en la Universidad de Cambridge y puede hablar francés, español y portugués. Su carrera comenzó como periodista para un periódico en Buenos Aires, Argentina. Después de eso, irrumpió en la corriente principal de la televisión británica como presentadora.

## Carrera
Hope ha presentado el programa Capital Breakfast en Capital London junto con Roman Kemp y Sonny Jay desde 2017.
Ela presentó The Hot Desk en 2016. También ha presentado Trending Live de 4Music y 2Awesome y FYI Daily de ITV2, así como Carnage de Sky One junto a Freddie Flintoff y Lethal Bizzle.
En marzo de 2018, Hope se unió a The Voice UK como reportera entre bastidores.
En agosto de 2018, se anunció que Hope sería una concursante en la serie 16 de Strictly Come Dancing, siendo emparejada con el bailarín profesional Graziano Di Prima. El 21 de octubre de 2018, fueron la cuarta pareja en ser eliminada quedando en el duodécimo puesto.

## Vida personal
Hope es activista de derechos humanos y embajadora de Amnesty International. Ella estaba anteriormente en una relación con el actor de Plebs, Tom Rosenthal.
Hope mantuvo una relación con Tom Rosenthal, estrella de Friday Night Dinner y Plebs, que terminó en noviembre de 2017. En mayo de 2022, se comprometió con el DJ Calvin Harris. El 9 de septiembre de 2023, Hope se casó con Harris en Northumberland. En abril de 2025, Hope anunció que estaba esperando su primer hijo. El 4 de agosto, Harris publicó en Instagram que habían dado la bienvenida a su primer hijo.